# NGC 5810
NGC 5810 је спирална галаксија у сазвежђу Вага која се налази на NGC листи објеката дубоког неба.
Деклинација објекта је - 17° 52' 6" а ректасцензија 15h 2m 42,5s. Привидна величина (магнитуда) објекта NGC 5810 износи 13,2 а фотографска магнитуда 14,0. NGC 5810 је још познат и под ознакама ESO 581-18, MCG -3-38-46, IRAS 14598-1740, PGC 53711.